# Beethoven (film)
Beethoven is een komische familiefilm uit 1992, geregisseerd door Brian Levant. Het is de eerste film in een reeks van acht. De film is geschreven door John Hughes (onder het pseudoniem Edmond Dantès) en Amy Holden Jones. Het verhaal draait om een Sint-Bernardhond die vernoemd is naar Ludwig van Beethoven.

## Verhaal
Als de film begint zijn er een Sint-Bernardpuppy en een grote groep andere puppy's gestolen uit een dierenwinkel door twee dieven. Een Sint-Bernardpuppy ontmoet een andere puppy, een Jackrussellterriër en samen weten ze te ontsnappen uit de handen van de dieven en de Sint-Bernardpuppy sluipt het huis van de familie Newton in.
Vader George Newton wil eigenlijk geen hond hebben en al helemaal geen enorme Sint-Bernard, maar de rest van het gezin is dol op de pup. Tegenstribbelend gaat George toch akkoord. Nu moet de hond nog een naam krijgen. Op het moment dat de familie hierover nadenkt speelt de jongste dochter Emily de Vijfde Symfonie van Ludwig van Beethoven en de hond blaft mee. Het besluit is genomen: het hondje krijgt de naam Beethoven.
Beethoven groeit van een puppy uit tot een reusachtige reu. De familie is dol op hem. De hond helpt dochter Ryce met haar liefdesproblemen, beschermt zoon Ted tegen pestkoppen, en redt Emily uit het zwembad wanneer ze daarin valt door nalatigheid van de oppas. George ziet echter alleen maar de negatieve kanten van Beethoven: hij maakt rommel en loopt alles omver, kwijlt en maakt alles vies. Na ieder incident klinkt dan ook een gefrustreerd "Beethoven!!!" waarop de hond zich wijselijk uit de voeten maakt. George' frustratie bereikt een hoogtepunt wanneer Beethoven een barbecue met twee mogelijke investeerders in zijn onderneming ruïneert, hoewel hij niet inziet dat Beethoven hem eigenlijk helpt aangezien de investeerders hem hoogstwaarschijnlijk een wurgcontract wilden laten tekenen en hem opzettelijk beletten na te denken alvorens te tekenen.
Wanneer Beethoven bij dierenarts Herman Varnick een medische routinecontrole ondergaat, raakt deze laatste geïnteresseerd in de hond. Varnick blijkt grof geld te verdienen aan illegale experimenten met dieren, en is dan ook de broodheer van de dieven die in het begin de puppy's stalen. Nu heeft hij een grote hond nodig voor een test met ammunitie. Beethoven is hiervoor perfect en Varnick bedenkt een plan om de hond van de familie af te troggelen. Varnick 'waarschuwt' de familie dat onder Sint-Bernhards zogenaamd een erfelijke geestesziekte rondwaart, waardoor ze plotseling vals kunnen worden. Wanneer hij voor een 'vervolgonderzoek' terugkomt, zet hij dan ook een aanval in scène door zijn mouw te scheuren, zijn arm en de snuit van Beethoven in te smeren met nepbloed, en de hond daarna te slaan. De hond vecht uiteraard terug, zodat het lijkt alsof hij Varnick zonder aanleiding heeft aangevallen. Varnick eist dat de hond bij hem wordt gebracht zodat hij hem kan euthanaseren, zo niet, dan dient hij een klacht in. Het is zogezegd ook voor hun eigen veiligheid, want de volgende keer 'kan het een kind zijn'. George gaat schoorvoetend akkoord en brengt de hond naar Varnick.
George voelt zich nu vreselijk schuldig omdat hij altijd een hekel aan Beethoven had. Bovendien beweert Emily bij hoog en laag dat ze zag dat Varnick Beethoven sloeg. De familie gaat dan ook de hond terughalen van Varnick, die beweert dat hij Beethoven al heeft laten inslapen. Varnick blijkt echter helemaal geen verwondingen te hebben en had bovendien al beweerd dat hij de hond de dag erna zou laten inslapen en niet dezelfde avond. Woedend geeft George de arts een muilpeer en dringt de kliniek binnen, maar de hond is verdwenen. De politie reageert zo laks dat de familie zelf de dierenarts achtervolgt naar de geheime locatie waar de tests zullen worden gehouden, en waarnaar Beethoven inmiddels is overgebracht. George bespringt de misdadigers dwars door het glazen dak net op het moment dat Varnick de ammunitie op Beethoven wil testen. De dieren breken vrij, Ted verdooft Varnick met diens eigen medicijnen, en de dieven vluchten een autosloperij in waar ze worden opgewacht door een paar woedende Dobermanns.
Varnick en zijn maten worden gearresteerd en Beethoven wordt weer liefdevol in het gezin opgenomen, ook door George. Wanneer de film eindigt, blijkt dat de familie ook de Jackrussellterriër en alle andere geredde honden hebben geadopteerd.

## Rolverdeling
| Acteur               | Personage          |
| -------------------- | ------------------ |
| Charles Grodin       | George Newton      |
| Bonnie Hunt          | Alice Newton       |
| Nicholle Tom         | Ryce Newton        |
| Christopher Castile  | Ted Newton         |
| Sarah Rose Karr      | Emily Newton       |
| Dean Jones           | Dr. Herman Varnick |
| Chris (hond) / Cujo  | Beethoven          |
| David Duchovny       | Brad               |
| Patricia Heaton      | Brie               |
| Oliver Platt         | Harvey             |
| Stanley Tucci        | Vernon             |
| Laurel Cronin        | Devonia Pest       |
| Nancy Fish           | Mevrouw Grundel    |
| Joseph Gordon-Levitt | student # (1)      |
| O-Lan Jones          | fietsster          |

## Vervolgfilms
Na deze film volgen nog 7 films; Beethoven's 2nd (1993), Beethoven's 3rd (2000), Beethoven's 4th (2001), Beethoven's 5th (2003), Beethoven's Big Break (2008) en Beethoven's Christmas Adventure Ook is er in 1993 een tekenfilmserie naar aanleiding van de film(s) verschenen en is in 2014 de film Beethoven's Treasure Tail uitgebracht.